# Optische communicatie

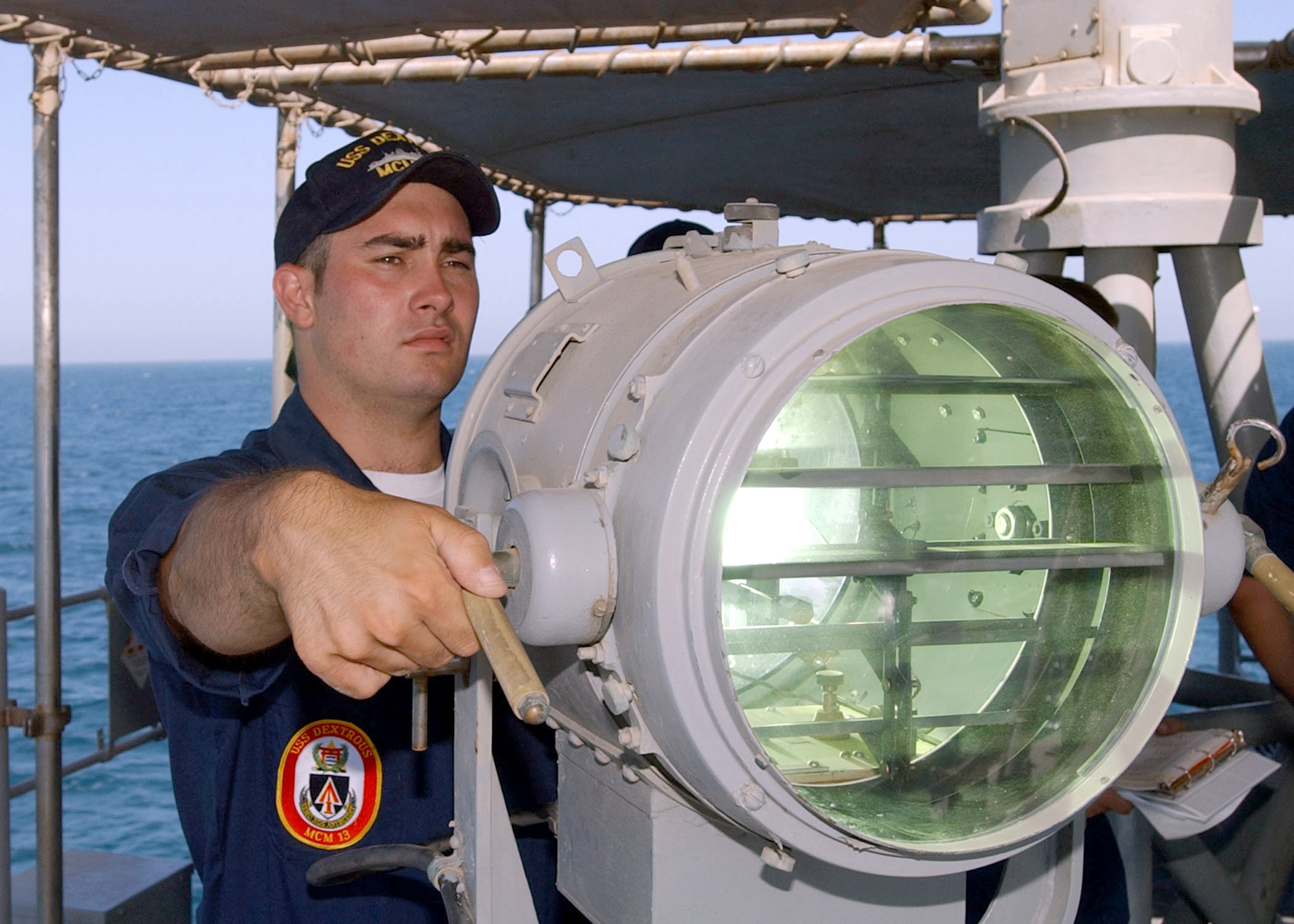
Een signaallamp van de marine, een vorm van optische communicatie die gebruikmaakt van sluiters en die meestal wordt gebruikt in combinatie met Morsecode (2002).

Optische communicatie, ook wel bekend als optische telecommunicatie, is communicatie over een afstand, waarbij gebruikmaakt van licht om informatie over te dragen. Optische communicatie kan zowel visueel als met behulp van elektronische apparaten worden uitgevoerd. 

## Werking
Een optisch communicatiesysteem maakt gebruik van een zender, die een bericht codeert in een optisch signaal, een kanaal, die het signaal naar de bestemming draagt, en een ontvanger, die het bericht uit het ontvangen optische signaal reproduceert. Wanneer er geen gebruik wordt gemaakt van elektronische apparatuur, is de 'ontvanger' een persoon die het signaal visueel waarneemt en interpreteert. Dit signaal kan relatief simpel zijn (zoals de aan- of afwezigheid van een bakenvuur), maar ook complex (zoals lichten met kleurcodes of berichten die in een van tevoren afgesproken vorm en volgorde worden doorgezonden; een voorbeeld hiervan is morsecode).

## Geschiedenis
De vroegste visuele basisvormen van optische communicatie gaan enkele duizenden jaar terug. Het eerste elektrisch apparaat dat gemaakt werd als een middel voor optische communicatie was de fotofoon, die in 1880 werd uitgevonden. 